# USS Bainbridge (DDG-96)
USS Bainbridge (DDG-96) — 46-й эскадренный миноносец из серии запланированных к 13 сентября 2002 г. 62 эсминцев УРО типа «Арли Бёрк», строительство которых было одобрено Конгрессом США.
В составе SNMG1 (Standing NATO Maritime Groupe 1 — Постоянной Морской Группы НАТО 1) принимал участие в поисково-спасательной операции в начале октября 2007 года у острова Джебель ат-Тайр в связи с извержением вулкана.